# Thecla palegon
Thecla palegon är en fjärilsart som beskrevs av Pieter Cramer 1782. Thecla palegon ingår i släktet Thecla och familjen juvelvingar. Inga underarter finns listade i Catalogue of Life.